# Фариан, Вольфганг
Вольфганг Фариан (нем. Wolfgang Fahrian; 31 мая 1941, Блауштайн — 13 апреля 2022) — западногерманский футбольный вратарь, участник ЧМ-1962.

## Биография

### Карьера
На ранних этапах карьеры был защитником, затем во время выступления за «Ульм 1846» сменил игровую позицию, став вратарём. За «Ульм 1846» играл в течение четырёх сезонов.
Играл за сборную ФРГ на ЧМ-1962 в качестве основного вратаря; на турнире немцы дошли до 1/4 финала, где они проиграли сборной Югославии со счётом 1:0. Всего за сборную Германии сыграл 10 матчей.
В 1964 году перешёл в берлинскую «Герту», за которую играл в течение двух сезонов. В 1966 году перешёл в «Мюнхен 1860», в котором играл один сезон. В 1967 году стал игроком дюссельдорфской «Фортуны». В 1969 году перешёл в кёльнскую «Фортуну», за которую играл в течение семи сезонов. В 1976 году завершил игровую карьеру.
По окончании карьеры работал футбольным агентом.

### Смерть
Скончался от пневомнии 13 апреля 2022 года на 81-м году жизни.